# Шляховский сельский совет (Бериславский район)
Шляховской сельский совет (укр. Шляхівська сільська рада) — входит в состав
Бериславского района Херсонской области Украины.
Административный центр сельского совета находится в посёлке Шляховое
.

## Населённые пункты совета
- пос. Шляховое